# Reform der deutschen Rechtschreibung von 1996/Neuerungen
Dieser Artikel benennt die wichtigsten Neuerungen der Reform der deutschen Rechtschreibung von 1996 einschließlich der seither erfolgten Aktualisierungen. Die darum geführte Debatte wird im Artikel zur Reform der deutschen Rechtschreibung von 1996/Pro und Kontra behandelt. Deren Ergebnisse werden unter den Begriffen Neue Rechtschreibung oder Neue deutsche Rechtschreibung dargestellt.

## Einleitung
Im Rahmen der Reform der deutschen Rechtschreibung von 1996 wurden die gültigen Rechtschreibregeln in großem Umfang überarbeitet.
Die seit 1996 gültige neue Rechtschreibung wurde sowohl 2004 als auch 2006 nachgeändert, was in neuen Regelwerken resultierte. Zusätzlich gab es 2011, 2017 als auch 2024 Aktualisierungen dieses Regelwerkes sowie 2018 eine redaktionelle Anpassung des Vorwortes. Somit entsprechen die aktuell gültigen Rechtschreibregeln dem Regelwerk von 2024. Das Amtliche Regelwerk und Wörterverzeichnis ist seit dem 1. Juli 2024 für Schulen, Unterricht und öffentliche Verwaltungen verbindlich. „Die zuständigen staatlichen Stellen Deutschlands, Österreichs, der Schweiz, der Autonomen Provinz Bozen-Südtirol, der Deutschsprachigen Gemeinschaft Belgiens und des Fürstentums Liechtenstein haben den Vorschlägen des Rats zur Anpassung des Regelwerks bis Ende Juni 2024 zugestimmt.“ (bis 2006 in der Fassung von 2018)
In Literatur und öffentlicher Diskussion wird weitgehend die Bezeichnung neue (deutsche) Rechtschreibung verwendet, mitunter „reformierte Rechtschreibung“ oder „Reformschreibung“.
Die bis 1996 gültige Regelung wird im nachfolgenden Text auch „traditionelle (deutsche) Rechtschreibung“ genannt.

## Änderungen der Reform von 1996 gegenüber der traditionellen Rechtschreibung
Die Reform betraf die folgenden Bereiche, für die hier nur jeweils einzelne Beispiele genannt werden sollen.
| Themenbereich                                     | traditionelle Schreibung                                                                                    | reformierte Schreibung                                                                                    |
| ------------------------------------------------- | --- | --- |
| Laut-Buchstaben-Zuordnung: e / ä                  | Stengel | Stängel                                                                                                   |
| Laut-Buchstaben-Zuordnung: ß / ss                 | Kuß | Kuss |
| Laut-Buchstaben-Zuordnung: Dreifachkonsonanten    | Ballettänzer                                                                                                | Balletttänzer oder Ballett-Tänzer                                                                         |
| Laut-Buchstaben-Zuordnung: Fremdwörter            | Orthographie                                                                                                | Orthographie oder Orthografie                                                                             |
| Getrennt- und Zusammenschreibung: Verben          | radfahren                                                                                                   | Rad fahren                                                                                                |
| Getrennt- und Zusammenschreibung: Adverbien       | wieviel | wie viel                                                                                                  |
| Schreibung mit Bindestrich                        | 3tonner | 3-Tonner                                                                                                  |
| Groß- und Kleinschreibung: Substantive            | in bezug auf                                                                                                | in Bezug auf                                                                                              |
| Groß- und Kleinschreibung: Adjektive              | auf deutsch                                                                                                 | auf Deutsch                                                                                               |
| Zeichensetzung: Durch und eingeleitete Hauptsätze | Der Schnee schmolz dahin, und bald ließen sich die ersten Blumen sehen, und die Vögel stimmten ihr Lied an. | Der Schnee schmolz dahin und bald ließen sich die ersten Blumen sehen und die Vögel stimmten ihr Lied an. |
| Worttrennung am Zeilenende                        | Zuk-ker | Zu-cker                                                                                                   |

Einige neu eingeführte Schreibweisen sind durch nachfolgende Reformen der Reform wieder für ungültig erklärt worden, in anderen Fällen wurde der Gebrauch der traditionellen neben der reformierten Rechtschreibung freigestellt. Zur Begründung der Änderungen und ihrer Regelhaftigkeit sowie für weitere Beispiele siehe die Ausführungen unten zur Fassung von 2006.

## Änderungen nach 1996
Im Jahre 2004 wurden einige Regeln modifiziert und weitere Schreibweisen als Varianten zugelassen. Im Jahre 2006 kam es zu umfangreicheren Änderungen am Regelwerk. Hierbei wurden auch erstmals weitere Schreibweisen für ungültig erklärt. Letztere sind heute in Schule und Behördenverkehr ebenso überholt wie diejenigen, die schon seit 1996 nicht mehr gelten.

### Änderungen der Rechtschreibung im Jahr 2004 gegenüber 1996
Durch die Neufassung der amtlichen Regelung im Jahre 2004 wurde noch keine der 1996 neu eingeführten Schreibweisen widerrufen, es wurden ihnen jedoch weitere Varianten hinzugefügt.
- Zusätzlich zu Leid tun wurde als neue Variante leidtun eingeführt.
- Bei festen Verbindungen aus Präposition und dekliniertem Adjektiv ohne vorangehenden Artikel wurde zusätzlich zur Kleinschreibung auch die Großschreibung zugelassen: von neuem/Neuem, bei weitem/Weitem, bis auf weiteres/Weiteres, seit längerem/Längerem, binnen kurzem/Kurzem.
- Bei bestimmten Verbindungen mit Partizip wurden auch die zusammengeschriebenen Positivformen wieder zugelassen: z. B. neben Zeit sparend auch wieder zeitsparend (entsprechend zum Komparativ zeitsparender und zum Superlativ am zeitsparendsten).

### Änderungen der Rechtschreibung im Jahr 2006 gegenüber 2004
Am 2. März 2006 hat die Kultusministerkonferenz (KMK) die vom Rat für deutsche Rechtschreibung vorgeschlagenen Änderungen übernommen, die seit dem 1. August 2006 gelten und mit dem 1. August 2007 verbindlich wurden. Dem Schreiber ist jetzt noch mehr als bisher freigestellt, sich für die eine oder andere Schreibweise zu entscheiden. Einige Änderungen sind jedoch verbindlich, das heißt, ältere Reformvarianten gelten als falsch.

#### Getrennt- und Zusammenschreibung

##### Verben
- Verbpartikeln, die unfeste Zusammensetzungen bilden, sind nicht mehr nur die Präpositionen und eine eng vorgeschriebene Anzahl von Adverbien, sondern praktisch alle Adverbien, soweit sie den Hauptton tragen (Bsp.: beisammenbleiben). Trägt das Verb die Betonung, schreibt man auseinander: zusammen tanzen, nacheinander gehen, voneinander lernen …
- Verb + Verb: Bei Verbindungen aus zwei Verben mit bleiben und lassen als zweitem Bestandteil ist bei übertragener Bedeutung gemäß § 34 E7 wieder Zusammenschreibung möglich, z. B. liegenbleiben, sitzenbleiben, stehenlassen; dasselbe gilt für kennenlernen.
- Substantiv + Verb: Zusammenschreibung als Zusammensetzung oder Getrenntschreibung als Wortgruppe ist jetzt außer bei danksagen / Dank sagen und gewährleisten / Gewähr leisten auch möglich bei achtgeben / Acht geben, achthaben / Acht haben, haltmachen / Halt machen, maßhalten / Maß halten sowie in Fällen wie marathonlaufen / Marathon laufen, staubsaugen / Staub saugen.
- verblasstes Substantiv + Verb: Die Verben eislaufen, kopfstehen und nottun werden nur noch als Zusammensetzungen behandelt (hier ist auch die Groß- und Kleinschreibung betroffen): Seefahrt tut not …
- Adjektiv + Verb: Das Verb leidtun wird nur noch als Zusammensetzung behandelt (hier ist auch die Groß- und Kleinschreibung betroffen): Es tut mir leid bzw. besser: Das sollte Dir leidtun! Bei Goethe: Erlköng hat mir ein Leids getan.
- Adjektiv + Verb: Stellt ein einfaches Adjektiv das Ergebnis des Vorgangs dar, kann getrennt- oder zusammengeschrieben werden: fern bleiben / fernbleiben, näher kommen / näherkommen, voll laden / vollladen, warm halten / warmhalten …; bei neuer Bedeutung muss zusammengeschrieben werden: kurzarbeiten, richtigstellen, schwerfallen … An die Stelle der Regelungen mit steigerbarem Adjektiv oder Adjektiven mit den Suffixen -ig, -isch, -lich ist die Formulierung „Verbindungen mit morphologisch komplexen oder erweiterten Adjektiven“ getreten.

##### Adjektive
- unflektiertes Adjektiv + Adjektiv: Bei abstufender Bedeutung des 1. Adjektivs ist Getrennt- oder Zusammenschreibung möglich: früh reif/frühreif, leicht verdaulich/leichtverdaulich, schwer erziehbar/schwererziehbar …
- adjektivisch gebrauchte Partizipien: Getrennt- oder Zusammenschreibung ist wie seit 2004 möglich: allgemein bildend/allgemeinbildend, Hilfe suchend/hilfesuchend; klein kariert/kleinkariert, selbst vermarktend/selbstvermarktend …

#### Groß- und Kleinschreibung

##### Desubstantivierungen
- verblasste Substantive + sein/bleiben/werden: Zu angst, bange … sind neu feind, freund, klasse, spitze und unrecht getreten: Ich bin ihm feind. – Das bleibt unrecht. …
- recht/Recht und unrecht/Unrecht + behalten, bekommen, geben, haben, tun: Groß- wie Kleinschreibung ist gestattet: Ich habe völlig recht/Recht, Wir geben dir recht/Recht. Du tust mir unrecht/Unrecht. …
- Präposition + dekliniertes Adjektiv (ohne Artikel): Hier sind wie seit 2004 beide Schreibweisen korrekt: bis auf weiteres/Weiteres, seit kurzem/Kurzem …
- Präposition + undekliniertes Adjektiv (ohne Artikel): wie bisher Kleinschreibung, jetzt auch wieder bei zu eigen machen
- Adjektiv + Substantiv in fester Verbindung, (die keine Eigennamen sind): Generell gilt Kleinschreibung: das autogene Training, das neue Jahr (auch: das Neue Jahr), die grüne Witwe …

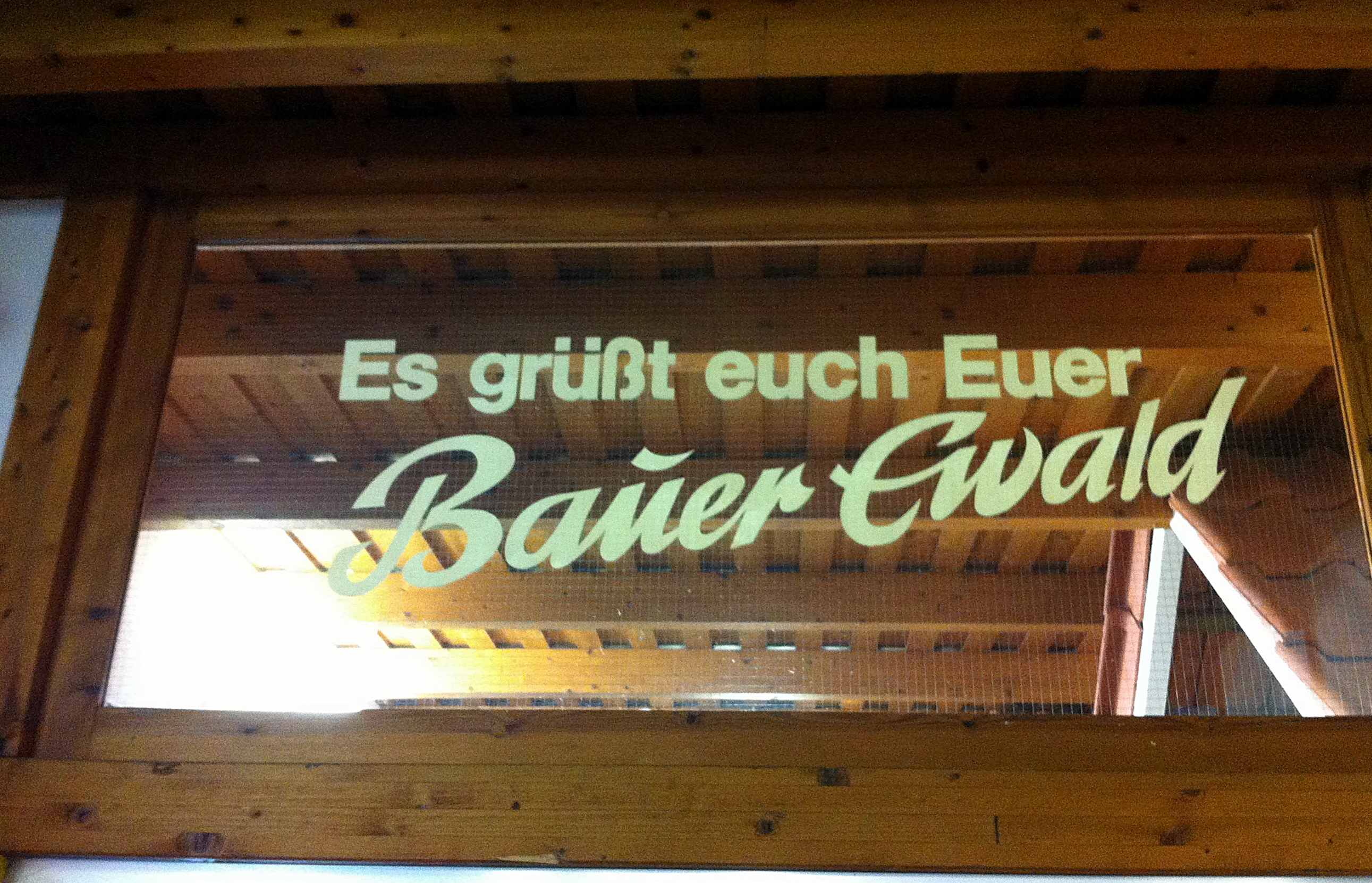
Uneinheitliche Groß- und Kleinschreibung von Pronomen der 2. Person Plural

Bei übertragener Bedeutung ist auch Großschreibung gestattet: der Blaue Brief, das Schwarze Brett – aber nur zur besonderen Hervorhebung.
Lediglich Fachsprachen können andere Festlegungen treffen, etwa die Rote Karte, der Goldene Schnitt, die Kleine Anfrage, die Erste Hilfe.

##### Anredepronomen
Die Forderung der Reform von 1996, die zur Anrede verwendeten Pronomen der zweiten Person generell nur noch kleinzuschreiben, wurde 2006 insofern zurückgenommen, als Pronomina, die auch grammatisch 2. Person sind, also du, ihr und ihre Ableitungen, jetzt in Briefen wahlweise groß- oder kleingeschrieben werden dürfen.

#### Worttrennung
- Einzelne Vokalbuchstaben am Wortanfang oder vor oder hinter der Wortfuge bei Zusammensetzungen (Komposita) dürfen nicht mehr abgetrennt werden, also nicht mehr a-ber, O-fen, E-cke, Sonna-bend, Ge-ografie (2006 § 107 E1).
- An der Trennung unmittelbar hinter Präfixen wird festgehalten, also z. B. In-stanz, Kon-struktion, Pro-blem, das gilt nach § 112 (2004) bzw. § 113 (2006) aber nur, wenn das Präfix als solches erkannt und empfunden wird. Vor allem bei Fremdwörtern ergeben sich daraus neue Trennmöglichkeiten (Ins-tanz, Kons-truktion, Prob-lem), die die Wörterbuchverlage recht unterschiedlich handhaben.

#### Zeichensetzung

##### Änderungen bei der Reihung von Sätzen mitund,oderetc.
- Nebensätze gleichen Grades dürfen nicht mehr durch ein Komma getrennt werden (§ 72): Ich gehe davon aus, dass er Besorgungen macht und dass er bald zurückkommt. – Er hat nichts gesagt, weder dass er zahlungsunfähig ist noch dass er Hilfe braucht. …
- Gleiches gilt für die Reihung von Hauptsätzen (§ 72). Hier kann man aber ein Komma setzen, um die Gliederung zu verdeutlichen (§ 73): Sie ging aus der Tür(,) und er sah sie nie wieder. – Neben der Möglichkeit, die Satzinhalte mit Absicht weniger stark miteinander zu verbinden als ohne Komma (Sprechpause), aber auch nicht so stark zu trennen wie mit Punkt (statt Komma), kann man so vor allem Missverständnisse bei der Zuordnung von Subjekt und Prädikat vermeiden: Die Polizei verhaftete den Hauptverdächtigen(,) und seine Gattin sowie ihre drei Kinder, die sich in derselben Wohnung aufhielten, mussten dies mit ansehen.

##### Änderungen bei Abhängigkeit von einem Korrelat oder Verweiswort
- Infinitiv-, Partizip-, Adjektiv- oder entsprechende andere Wortgruppen werden durch ein Komma abgegrenzt, wenn sie von einem Korrelat oder Verweiswort abhängen: Auf diese Weise, jede Adresse überprüfend, fanden wir ihn schließlich. – Nur so, verbittert und im Rollstuhl, ist mir mein Onkel in Erinnerung geblieben. – Mit dem Rucksack bepackt, so standen wir vor der Tür. …

##### Änderungen bei syntaktischer Sonderstellung
- Infinitiv-, Partizip-, Adjektiv- oder entsprechende andere Wortgruppen werden durch ein Komma abgegrenzt, wenn sie als einem Substantiv oder Pronomen nachgetragene Zusätze anzusehen sind und damit aus der üblichen Satzstruktur herausfallen: Er, lauthals lachend, kam auf mich zu. Die Klasse, zum Ausflug bereit, war auf dem Schulhof versammelt. Cora, außer sich vor Freude, fiel Peter um den Hals. Er kam auf mich zu, lauthals lachend. Die Klasse war auf dem Schulhof versammelt, zum Ausflug bereit. Cora fiel Peter um den Hals, außer sich vor Freude. …

##### Änderungen beim Infinitiv mit zu
- Infinitive mit um, ohne, statt, anstatt, außer, als zu müssen wieder mit Komma abgetrennt werden: Er ging hinaus, um zu rauchen. – Anstatt zu helfen, beschimpfte er seine Freunde. – Ihnen blieb nichts anderes übrig, als gute Miene zum bösen Spiel zu machen. …
- Infinitive, die von einem Substantiv abhängen, also attributiv gebraucht werden, müssen wieder mit Komma (ggf. paarig) abgetrennt werden: Sein Vorschlag, auf den Ausflug zu verzichten, stieß auf wenig Gegenliebe. – Bei diesem Wetter macht es keinen Spaß, spazieren zu gehen. …
- Infinitive, die von einem Verweiswort abhängen, müssen mit Komma (ggf. paarig) abgetrennt werden: Anita zieht es vor, lange auszuschlafen. – Regina hatte nicht damit gerechnet, doch noch ans Ziel zu kommen, und strahlte über das ganze Gesicht. …
- Bloße Infinitive, die von einem Substantiv bzw. einem Korrelat oder Verweiswort abhängen, erfordern kein Komma: Ich habe keine Lust(,) zu gehen. – Ich denke nicht daran(,) zu gehen. – Den Plan(,) abzureisen(,) hatte sie schon lange gefasst. …

#### Erweiterung des Geltungsbereichs
Als Varianten zu nach Hause und zu Hause waren bisher für die Schweiz und für Österreich auch nachhause und zuhause zugelassen. Seit 2006 gelten diese Varianten auch in den anderen an der Reform beteiligten Ländern.

#### Länderabhängige Sonderregelung
Für Österreich wurde zusätzlich zu der Schreibweise Spaß auch die Variante Spass zugelassen.

### Aktualisierungen 2011 und 2017
Sowohl 2011 als auch 2017 traten sogenannte Aktualisierungen in Kraft. Im Gegensatz zu den Neuerungen von 2004 und 2006 stellen sie keine neuen Regelwerke, sondern lediglich Überarbeitungen des amtlichen Regelwerks von 2006 dar.
In der Aktualisierung von 2011 wurden lediglich die Variantenschreibungen einiger Fremdwörter geändert; dies betraf nur 20 Eintragungen im amtlichen Wörterverzeichnis. Dabei wurden vor allem Variantenschreibungen gestrichen (beispielsweise Butike für Boutique).
Die Aktualisierung von 2017 war etwas umfangreicher und betraf sowohl das Regelwerk als auch das Wörterverzeichnis. Im Regelwerk wurden vor allem § 25 E3 (ß als Großbuchstabe bei der Verwendung von Versalien; damit ist nun sowohl STRASSE als auch STRAẞE zulässig) und § 63 verändert. Der Paragraph 63 wurde dabei maßgeblich überarbeitet und ersetzt nun auch den veralteten Paragraphen 64 aus der Fassung von 2011; die Änderungen beziehen sich auf die Klein- bzw. Großschreibung von Adjektiven. Nach der Aktualisierung von 2017 ist auch die Großschreibung von Adjektiven zulässig, wenn sie Bestandteil einer idiomatisierten Gesamtbedeutung sind, d. h. wenn die Verbindung als Ganzes eine neue Bedeutung bekommt (z. B. das Schwarze Brett im Sinne einer Anschlagtafel). Die Anwendung dieser Neuerung ist jedoch nicht obligatorisch, sondern dem eigenen Ermessen überlassen. Die Anpassungen im Wörterverzeichnis beziehen sich auf diese Aktualisierungen.
Zusätzlich wurde das Regelwerk ein weiteres Mal im Januar 2018 aktualisiert, dabei handelte es sich jedoch nur um redaktionelle Anpassungen in Abschnitt 3 des Vorworts, die sich auf länderspezifische Variationen beziehen und keine Auswirkungen auf das Wörterbuch selbst haben.

## Fassung von 2006
Die Neuregelungen in der Fassung von 2004 gegenüber der vor 1996 üblichen Rechtschreibung gliedern sich in folgende Bereiche:
- die Beziehung zwischen Lauten und Buchstaben (hierunter fallen auch die Regeln zur Schreibung von Fremdwörtern);
- Groß- und Kleinschreibung;
- Getrennt- und Zusammenschreibung;
- Schreibung mit Bindestrich;
- Zeichensetzung;
- Worttrennung am Zeilenende (die auch nach der Neuregelung nicht unbedingt eine Silbentrennung entsprechend Sprechsilben ist, aber dieses Prinzip noch mehr betont).

Von der Kultusministerkonferenz in Deutschland wurden als unstrittig betrachtet:
- die Beziehung zwischen Lauten und Buchstaben (hierunter fallen auch die Regeln zur Schreibung von Fremdwörtern);
- Groß- und Kleinschreibung;

Diese Schreibweisen sind seit dem 1. August 2005 für die deutschen Schulen verbindlich.
Als strittig galten zunächst
- Getrennt- und Zusammenschreibung;
- Zeichensetzung;
- Worttrennung am Zeilenende.

Zu diesen Punkten erarbeitete der aus Vertretern von sechs deutschsprachigen Ländern bestehende Rat für deutsche Rechtschreibung, in Nachfolge zur Kommission aus Deutschland, Österreich und der Schweiz (Zwischenstaatliche Kommission für deutsche Rechtschreibung), Änderungsvorschläge.

### Laute und Buchstaben

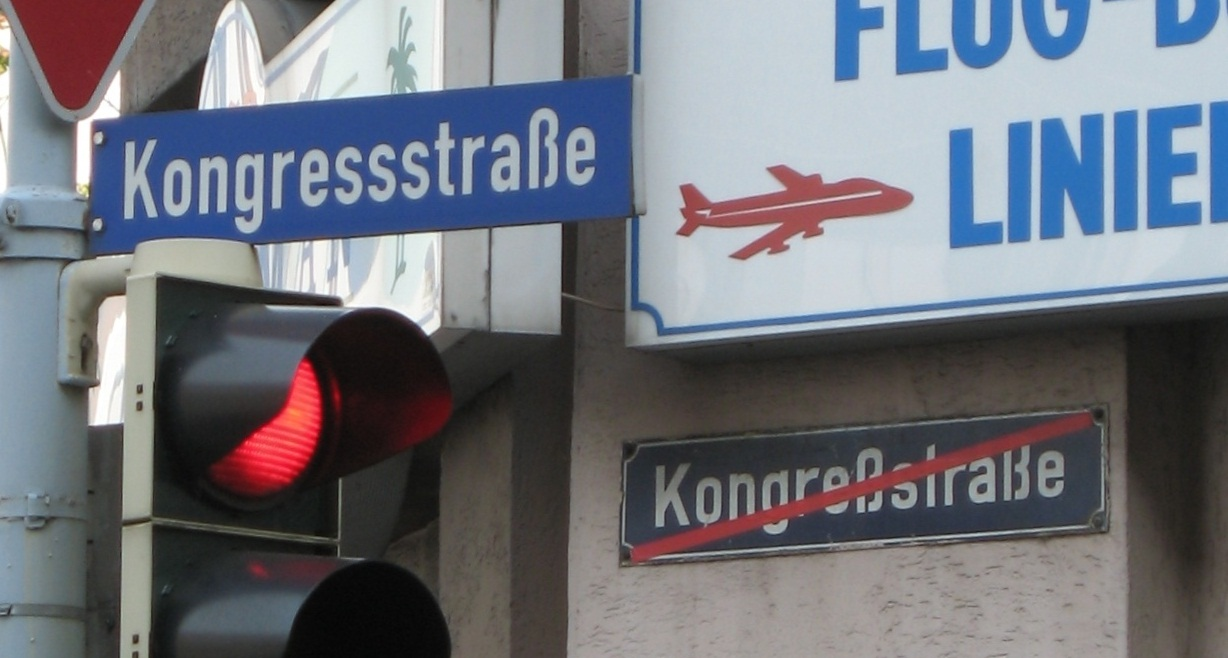
Straßennamensschild mit Dreifachkonsonant und heysescher s-Schreibung (statt früherem ßs) in Aachen

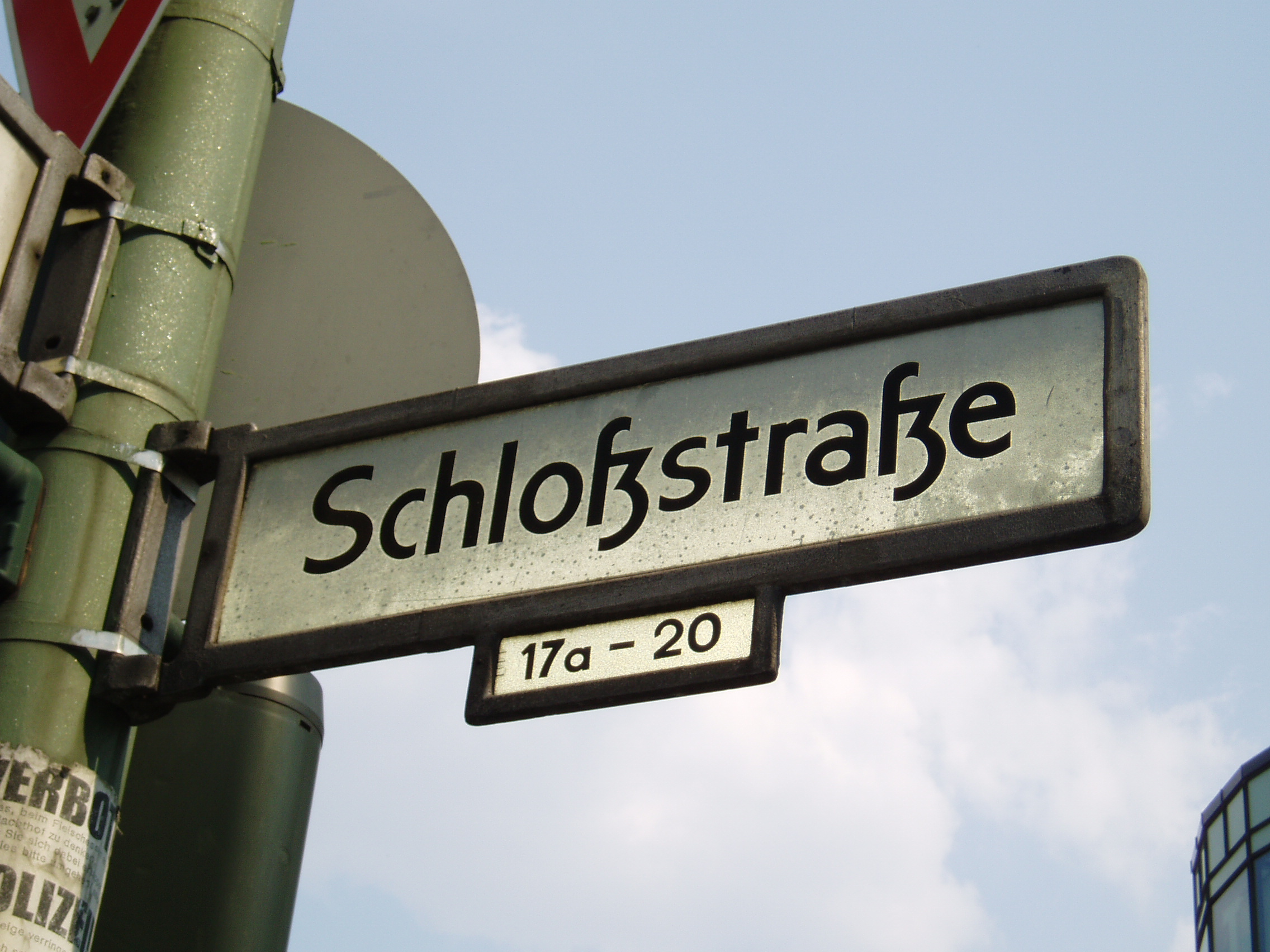
Die Schloßstraße in Berlin-Steglitz behält aber die von den neuen Regeln abweichende Schreibweise mit ßs

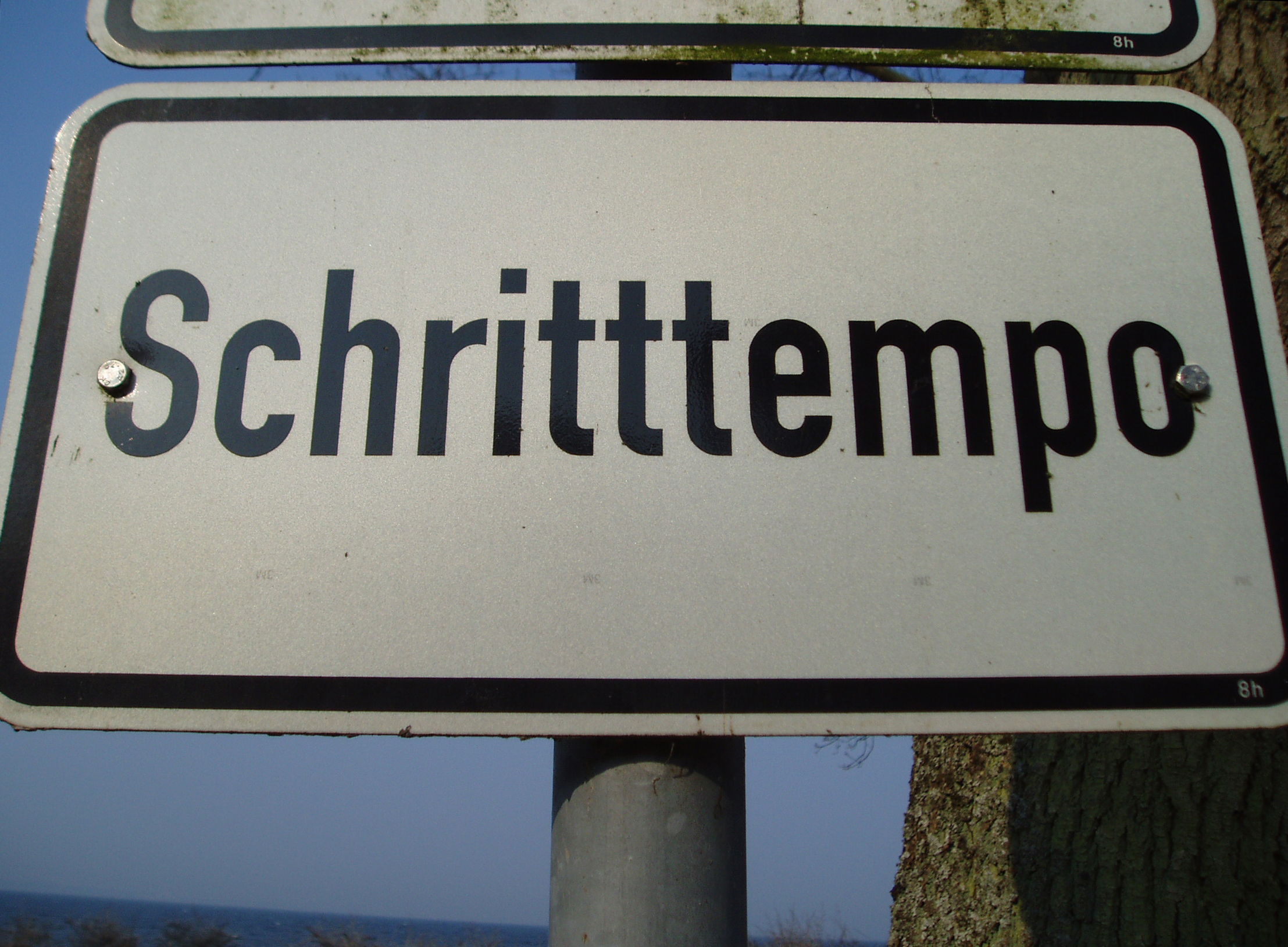
Schild mit Dreifachkonsonant

Die Reform versucht, die Beziehung zwischen Lauten und Buchstaben zu systematisieren und das Stammprinzip zu stärken.

#### Schreibung von ss und ß
In reformierter Rechtschreibung wird die heysesche s-Schreibung verwendet, während in traditioneller Rechtschreibung die adelungsche s-Schreibung verwendet wird. Nach der reformierten Schreibung steht ß nur noch nach einem langen Vokal und nach einem Diphthong: das Maß – des Maßes; gießen – es gießt; außen – äußerst; kreißen – Kreißsaal. Nach einem kurzen betonten Vokal steht ss nicht mehr nur, wenn ein weiterer Vokal folgt, sondern auch vor Konsonanten und am Silbenende, wo in traditioneller Schreibung ein ß steht (Fluss, Kuss, muss, nass, passt, Riss, wässrig). Damit wurde die Darstellung des stimmlosen [s]-Lautes der Verwendung von Einfach- und Doppelkonsonanten bei der Schreibung anderer Laute angenähert:
| Bass – Bässe – Basston | Fall – Fälle – Falltor |
| Maß – Maße – maßvoll   | Rat – Räte – ratsam    |

Einfaches s wurde bei der Reform abgesehen von Ausnahmen beibehalten, also auch in der Nachsilbe -nis, beispielsweise Ergebnis. Damit ist ß aus einer typographischen Variante (Ligatur) für eng zusammengehörendes, untrennbares ss zu einem Buchstaben mit eigenständiger Funktion geworden, der wie einzelne andere Konsonantenbuchstaben nicht verdoppelt vorkommt; stattdessen wird ss geschrieben.
Wie auch in traditioneller Rechtschreibung wird ß durch ss ersetzt, wenn es im Zeichensatz nicht vorhanden ist oder das ganze Wort in Großbuchstaben (Majuskeln, Versalien, Blockschrift) geschrieben ist. Die schon länger nicht mehr übliche Umschreibung mit SZ sieht die reformierte Schreibung nicht vor. In amtlichen Dokumenten wird deshalb ß zur Unterscheidung von Eigennamen wie Weiss (WEISS) und Weiß (WEIß) meist beibehalten, im allgemeinen Wortschatz treten die beiden Verwechslungsfälle Buße/Busse (BUSSE) und Maße/Masse (MASSE) auf. Verschiedentlich wurde aus typografischen Gründen die Verwendung eines großen ß vorgeschlagen und 2017 offiziell eingeführt.
In der Schweiz und in Liechtenstein wird ß nicht verwendet, stattdessen immer ss geschrieben.

#### Dreifachkonsonanten und Dreifachvokale
Wo bei zusammengesetzten Wörtern drei gleiche Vokale zusammenfallen, gab es nach der alten Rechtschreibung unterschiedliche Regeln für Substantive und kleingeschriebene Wörter: Substantive wurden dann mit Bindestrich geschrieben, wie in See-Elefant, während kleingeschriebene Wörter wie Adjektive und Partizipien zusammenzuschreiben sind, also mit Dreifachvokal, etwa seeerfahren.
Nach der reformierten Rechtschreibung sind Substantive genauso mit Dreifachvokal zusammenzuschreiben wie kleingeschriebene Wörter, also Seeelefant wie seeerfahren.
Dreifachkonsonanten standen nach der alten Rechtschreibung nur dort, wo der folgende Bestandteil eines zusammengesetzten Wortes mit einer Konsonantenkombination beginnt: Sauerstoffflasche, Werkstatttreppe. Beginnt der folgende Wortbestandteil mit nur einem Konsonanten, der dem vorangehenden Doppelkonsonanten gleicht, so wurde in der Zusammensetzung einer der drei gleichen Konsonanten weggelassen.
In der reformierten Schreibung bleiben immer alle drei Konsonanten erhalten, so dass Dreifachkonsonanten jetzt recht häufig auftreten, beispielsweise in Schifffahrt, Schritttempo, wettturnen, Flusssenke. Ausgenommen sind nur die Wörter Mittag und dennoch, da sie nach Ansicht der Reformer nicht mehr als zusammengesetzt empfunden werden. Das gilt auch für das ebenfalls als Ausnahme angeführte Wort Drittel, das etymologisch ein dritter Teil, also ein Dritt-Teil ist, da hier an den Stamm der Ordinalzahl die ursprüngliche Endung -teil, abgeschwächt zu -tel, und unter Verlust des dritten Konsonanten verstümmelt zu -el, angehängt wird: Dritt-el wird, analog zu Viert-el und Fünft-el, seit Langem nicht mehr mit drei t geschrieben.
Zur Erleichterung des Lesens kann man freier als in traditioneller Schreibung den Bindestrich setzen: Sauerstoff-Flasche.

#### Neue Doppelkonsonanten
Einige Einfachkonsonanten nach kurzem Vokal wurden durch Doppelkonsonanten ersetzt:
- In Wörtern, wo sie bisher erst bei Anhängen eines Suffixes verdoppelt wurden: Ass (wegen: des Asses, die Asse), Karamell (wegen: Karamelle), Mopp (wegen: moppen), Tipp (wegen: tippen)
- In einigen Wörtern, für die sich Ableitungsbeziehungen herstellen lassen: Messner (reformiert zu: Messe, neben der traditionellen Form Mesner), nummerieren (zu: Nummer), Stepp[decke] (zu: steppen); Tollpatsch (zu: toll). Entsprechend werden einige wenige Wörter auf ck oder tz umgestellt: Stuckatur, Stuckateur (wegen: Stuck); platzieren (wegen: Platz).
- Ausgenommen bleiben Wörter, die noch stark als Fremdwort aufgefasst werden oder wo der Vokal vor dem Konsonanten auch lang ausgesprochen werden kann: Mob = Pöbel (trotz mobben), Numerale und numerisch (trotz nummerieren)
- Ausgenommen bleiben auch die Suffixe -in (Botin, trotz: Botinnen) und -nis (Zeugnis, trotz: Zeugnisse)

#### Neue Regeln für ä und e
Wegen teils nachgewiesener, teils assoziativ empfundener Ableitungsbeziehungen (siehe Volksetymologie) wurde die Schreibung des kurzen, betonten [ɛ]-Lautes in einigen Wörtern von e auf ä geändert: Bändel (zu Band); behände (zu Hand); belämmert (vermeintlich zu Lamm, eigentlich von niederdeutsch belemmern); Quäntchen (zu Quant); schnäuzen (zu Schnauze); Stängel (zu Stange und Gestänge, trotzdem weiterhin Stenge [auf dem Segelschiff]); Gämse (wegen Gams); überschwänglich (zu Überschwang); einbläuen, verbläuen (wegen blau). Die Schreibweise aufwändig (zu Aufwand) wurde als mögliche Alternative zu der weiterhin geltenden Schreibweise aufwendig (zu aufwenden) eingeführt.
Unverändert mit e geschrieben wird jedoch, wo die Verbindung zum a wie bei Eltern (von alt) oder England (von Angelsachsen) weit zurückliegt oder wo a als der abgeleitete Laut anzusehen ist und e als die Grundform. So bedeutet setzen nicht etwa einen Satz machen, sondern Satz bedeutet das Gesetzte.

#### Regularisierung von Einzelfällen
- rau (traditionell: rauh) wie blau, grau, genau, deshalb auch Rauheit nur mit einem h
- Känguru wie Kakadu, Gnu (aber nicht wie Kuh)
- Föhn auch in der Bedeutung „Haartrockner“ („Fön“ ist ein Markenname von AEG)
- Rohheit und Zähheit, als Ausnahme jedoch unverändert Hoheit

#### Freigabe von Alternativschreibungen
Es sind zum Beispiel erlaubt: Albtraum wie Alptraum, Albdrücken wie Alpdrücken, aufwändig wie aufwendig, Messner wie Mesner.

### Fremdwörter
In der offiziellen Systematik fällt die Fremdwörterschreibung unter das Kapitel Laut-Buchstaben-Beziehung.
Ausgangspunkt der Neuregelung ist die Beobachtung, dass häufig benutzte Fremdwörter nach jahrzehntelangem Gebrauch nicht mehr als Fremdwörter empfunden und dann zunehmend nach derselben Laute-Buchstaben-Beziehung wie heimische Wörter geschrieben werden. Beispiele: Coulisse → Kulisse; Bureau → Büro; Shawl → Schal; Strike → Streik, Telephon → Telefon, Photographie → Fotografie. Diesen Anpassungsprozess soll die Neuregelung durch gezielte Variantenführung (lexikalische Querverweise von eingedeutschter auf originale Schreibung oder umgekehrt) unterstützen.
Es werden neue Varianten eingeführt: Differenzial, Potenzial, potenziell, substanziell, parallel zu den schon eingebürgerten finanziell, tendenziell; Portmonee; Exposee neben Exposé wie jetzt schon in Allee, Püree; Delfin neben Delphin, Tunfisch neben Thunfisch, Panter neben Panther, Jogurt neben Joghurt.
In Wörtern mit den Stämmen (Endungen) -phon, -phot, -graph kann ph prinzipiell durch f ersetzt werden. Diese Möglichkeit der Ersetzung gilt aber nicht für alle Wörter, in denen ein ph vorkommt. So gilt für die Wörter Alphabet, Philosophie, Physik, Amphetamin, Physiognomie nach wie vor nur die Schreibweise mit ph.
In einem Einzelfall wurde eine recht verbreitete integrierte Schreibung nicht übernommen, weil sie den heutigen Regeln zur Aussprache bei ß-Schreibung widerspricht: Für den geografischen Namen Pußta sieht das amtliche Wörterverzeichnis nur noch die Schreibweise Puszta vor (z. B. Pusztasalat), die der ungarischen Schreibweise entspricht.
Der Rechtschreibrat empfahl im Dezember 2010 auf der Grundlage seiner Untersuchungen, die Schreibweise von insgesamt 20 Fremdwörtern der Schreibentwicklung anzupassen. Da es sich ausschließlich um Einzelfälle handelt, musste keine der Regeln geändert werden. Im Regelwerk wurden aber die Beispiele entsprechend überarbeitet und das Wörterverzeichnis wurde aktualisiert, die beiden neuen Fassungen veröffentlichte der Rat im Juli 2011.

### Groß- und Kleinschreibung

#### Generelle Regeln
Im Deutschen werden generell großgeschrieben:
- alle („echten“) Substantive
- substantivierte Adjektive u. Partizipien
mit Artikel (das Gute)
mit Präposition (in Blau)
mit Numerale (wenig, viel Aufregendes)
mit Pronomen (dasselbe, jene Angefertigte)
- substantivierte Infinitive
mit Artikel: ein Klopfen
mit Präposition: mit Zittern
mit Pronomen: sein Stottern
mit gebeugtem Adjektiv: lautes Sprechen (aber: laut sprechen)
- das erste Wort eines Ganzsatzes[15]
- das erste Wort nach einem Doppelpunkt, wenn ein ganzer Satz folgt und keine Aufzählung
- das erste Wort einer wörtlichen Rede

#### Doppelpunkt
Nach dem Doppelpunkt ist, außer wenn sich ein selbstständiger Satz anschließt (s. o.), die Kleinschreibung vorgegeben (in traditioneller Schreibung wurde zwischen Ankündigung und Zusammenfassung/Folgerung unterschieden). Wenn auf einen Doppelpunkt eine direkte Rede folgt, wird wie bisher nur großgeschrieben: Verärgert sagte sie: „Alles verändert sich!“

#### Anredepronomen
Bei einer persönlichen Anrede dürfen die zur Anrede verwendeten Pronomen der zweiten Person jetzt wahlweise groß- oder kleingeschrieben werden (§ 66 E), also du oder Du, ihr oder Ihr, dein oder Dein, euer oder Euer. Außerhalb von persönlichen Anreden bleibt es bei der Kleinschreibung. Die ausschließliche Kleinschreibung der betreffenden Pronomen gilt auch da weiterhin, wo sie schon vor 1996 galt, etwa bei der Wiedergabe von Reden, Dialogen u. Ä., in Protokollen, Prospekten, Lehrbüchern etc. Die Anrede „Sie“ ist dagegen zur Abgrenzung von tatsächlicher dritter Person in jeder Art von Text großzuschreiben und war das auch zwischen 1996 und den Modifikationen.

#### Eigennamen und feste Begriffe
Mehrteilige Eigennamen können andere Wortarten als Substantive enthalten: diese gleichen sich der Eigennamengroßschreibung an: der Schiefe Turm von Pisa, der Nahe Osten, die Schweizerischen Bundesbahnen.
Manche feststehende Begriffe aus Adjektiv und Substantiv wurden nach traditioneller Schreibung großgeschrieben, obwohl sie keine Eigennamen im strengen Sinn sind. In den folgenden Bereichen hat die Reform daran nichts geändert:
- Titel: Königliche Hoheit, Erster Bürgermeister;
- Arten, Unterarten oder Rassen in der Biologie: Rauhaarige Alpenrose, Roter Milan;
- besondere Kalendertage: Heiliger Abend, Weißer Sonntag;
- historische Ereignisse (Eigennamen nach § 60 (6)): der Westfälische Frieden, der Deutsch-Französische Krieg.

Nach traditioneller Schreibung gab es aber auch einzelne unsystematische Ausnahmen, die großgeschrieben werden mussten. 1996 wurde für diese Verbindungen die Kleinschreibung vorgeschrieben. Nach den Modifikationen der Reform darf in solchen Verbindungen das Adjektiv dann wahlweise klein- oder großgeschrieben werden, wenn sich eine eigenständige Gesamtbedeutung entwickelt hat, die über die Bedeutung der einzelnen Teile hinausgeht, zum Beispiel das schwarze Brett oder das Schwarze Brett, die schwarze Kunst oder die Schwarze Kunst, der letzte Wille oder der Letzte Wille, der heilige Krieg oder der Heilige Krieg. Aber die Ausdrücke schwarzer Humor (alt wie neu) und schwarze Magie (neu, vor 1996 groß) beispielsweise werden nur kleingeschrieben, weil „schwarz“ hier die gängige Nebenbedeutung „böse“ hat.

#### Aus Personennamen abgeleitete Adjektive
Bei der Schreibung der Ableitungen von Personennamen auf -isch oder -sch unterschied die traditionelle Schreibung zwischen persönlicher Leistung oder Zugehörigkeit und sekundärer Benennung: das Viktorianische Zeitalter (das Zeitalter Viktorias), aber der viktorianische Stil; das Ohmsche Gesetz (von Ohm selbst gefunden), aber der ohmsche Widerstand (nur nach Ohm benannt).
In neuer Rechtschreibung werden diese adjektivischen Ableitungen von Eigennamen (meist Personennamen) wie alle übrigen auf -isch und -sch grundsätzlich kleingeschrieben. Jedoch nur dann, wenn durch eine Wortgruppe kein weiterer Eigenname erzeugt wird. Ein solcher wird z. B. durch Halleyscher Komet erzeugt.
Nur wenn der Eigenname zur Hervorhebung durch Apostroph abgetrennt wird und damit als etwas Eigenständiges in Erscheinung tritt, wird das aus ihm abgeleitete Adjektiv großgeschrieben: der ohmsche Widerstand (insgesamt kein Eigenname), aber der Ohm’sche Widerstand.
Wenn Adjektiv und Substantiv einen Eigennamen erzeugen – in solchem Fall wird, wie oben bei Eigenname definiert, stets großgeschrieben, also: die Meyersche Verlagsbuchhandlung (als Eigenname), aber auch die Meyer’sche Verlagsbuchhandlung.

#### Substantivischer und adjektivischer Gebrauch gleicher Wörter
Die Großschreibung von Substantiven wurde modifiziert, um die Schwierigkeiten bei der Abgrenzung von substantivischem und nicht substantivischem Gebrauch zu verringern; die Neuregelung bezieht sich auch in diesem Punkt verstärkt auf formale Kriterien und führt netto zu einer leichten Vermehrung der Großschreibung.
- In festen Verbindungen gilt der Grundsatz: bei Getrenntschreibung groß: in Bezug auf, mit Bezug auf; zu Gunsten, aber auch zugunsten, zu Lasten, aber auch zulasten; Auto fahren, Rad fahren, Schlange stehen, Gefahr laufen, in Frage stellen, aber auch infrage stellen; außer Acht lassen, in Acht nehmen; Angst haben, Angst machen; Recht sprechen. Aber: eislaufen.
- Tageszeiten nach den Adverbien vorgestern, gestern, heute, morgen, übermorgen werden gemäß § 55(6) großgeschrieben: heute Morgen, gestern Abend. In Verbindung mit Wochentagen wird aber gemäß § 37(1.1) meist zusammengeschrieben: am/jeden/nächsten Dienstagabend.
- Die den Indefinitpronomina nahestehenden Adjektive viel, wenig, ein, ander (mit allen ihren Beugungs- und Steigerungsformen: also auch mehr, am meisten) werden wie in der traditionellen Schreibung in der Regel kleingeschrieben, können zur Verstärkung aber auch großgeschrieben werden: Die wahren Hintergründe waren nur wenigen bekannt. Die meisten haben diesen Film schon einmal gesehen. Die einen kommen, die anderen gehen. Aber betont auch: Sie strebte etwas ganz Anderes (= ganz Andersartiges) an.
- Adjektive mit demonstrativer Bedeutung werden dagegen wie andere substantivierte Adjektive ausnahmslos großgeschrieben: Sie sagte das Gleiche. Wir haben Derartiges noch nie erlebt. Merke dir Folgendes: … Unter Verzicht auf Bedeutungsnuancen in traditioneller Schreibung wird das substantivierte Adjektiv in als Erste, als Letzter großgeschrieben.
- Superlative mit am, nach denen man mit wie? fragen kann, werden kleingeschrieben: Der Löwe brüllte laut – lauter – am lautesten. Aber: Das ist das Beste, was du tun kannst.
- Die Regel der traditionellen Schreibung, die beispielsweise zwischen auf dem trockenen sitzen (= kein Geld haben) und auf dem Trockenen sitzen (= festen Boden unter den Füßen haben) unterscheidet, ist abgeschafft: auch in festen Redewendungen werden substantivierte Adjektive immer großgeschrieben: ins Reine bringen; im Trüben fischen; im Dunkeln tappen; den Kürzeren ziehen; zum Besten geben. Das gilt auch für Wendungen, die nicht fest mit einem Verb verbunden sind: Diese Orchideen blühen im Verborgenen. Das andere Gebäude war um ein Beträchtliches höher. Wir sind uns im Wesentlichen einig. Daran haben wir nicht im Entferntesten gedacht. Sie hat mir die Sache des Näheren erläutert. Wir haben alles des Langen und Breiten diskutiert. Per Einzelfallregelung wurde angeglichen: an Kindes statt; im Nachhinein, im Voraus.
  - Einige feste adverbiale Wendungen können sowohl klein- als auch großgeschrieben werden, unter anderem: seit langem/Langem, von nahem/Nahem, bei weitem/Weitem, ohne weiteres/Weiteres.
- Sprach- und Farbbezeichnungen im Zweifel groß: In Ostafrika verständigt man sich am besten auf Swahili oder auf Englisch. Die Ampel schaltet auf Rot. Wir liefern das Gerät in Grau oder Schwarz.
- Nicht deklinierte Paarformeln werden einheitlich großgeschrieben: Das ist ein Fest für Jung und Alt. Vor dem Gesetz sind Arm und Reich gleich. Gleich und Gleich gesellt sich gern.

### Getrennt- und Zusammenschreibung
Die Getrennt- und Zusammenschreibung war bisher nicht geregelt. Ausgehend von der Beantwortung einzelner Fragen hatte die Dudenredaktion im Verlauf des zwanzigsten Jahrhunderts zunächst Einzelentscheidungen im Wörterbuch festgelegt, später dann auch versucht, Regelhaftigkeiten zu beschreiben.
Nach traditioneller Schreibung soll tendenziell bei „wörtlichem“ Gebrauch getrennt, bei „übertragenem“ Gebrauch zusammengeschrieben werden: Sie ist trotz der verschneiten Straßen gut vorwärts gekommen. aber Sie ist beruflich gut vorwärtsgekommen. Oder: Die Besucher sind stehen geblieben. (= standen weiterhin), aber Die Besucher sind stehengeblieben. (= haben einen Halt gemacht).
Nach Meinung der Reformer von 1996 war diese Regelung unübersichtlich, kompliziert und unsystematisch. Die Neuregelung wollte die Getrennt- und Zusammenschreibung nur noch über formalgrammatische Regeln festlegen – Bedeutungs- und Betonungsunterschiede sollten keine unterschiedliche Schreibung mehr begründen und die Getrenntschreibung dabei als Normalfall gelten. Diese Neuregelung aber war in der Folge heftig umstritten und wurde deshalb noch einmal überarbeitet, wobei man der Semantik und der für die deutsche Sprache charakteristischen Nutzung von Komposita, also dem „Trend zur Zusammenschreibung“, wieder den Vorzug gab. Im Resultat richtet sich die aktuelle Schreibweise nun wieder mehr nach der Bedeutung der Wörter, und damit gelten in dieser Hinsicht auch wieder fast dieselben Regeln wie vor 1996. Seit März 2006 schließlich ist die Getrenntschreibung auch „offiziell“ nicht mehr der Normalfall.

### Schreibung mit Bindestrich
Der unverändert obligatorische Bindestrich in Zusammensetzungen wie O-Beine, x-beliebig, UKW-Sender, soll auch in Zusammensetzungen mit Ziffern stehen: der 8-Pfünder, der 27-Tonner, 375-seitig, 99-prozentig, 37-jährig. Die Regel, Suffixe ohne Bindestrich anzuschließen, übernimmt die Neuregelung: der 68er. Daraus folgt die Schreibung: eine 25er-Gruppe. Neben in den 90er-Jahren ist jedoch auch in den 90er Jahren zulässig, und zwar, anders als nach traditioneller Schreibung, ohne Bezug auf unterschiedliche Bedeutungen (Altersangabe/Epochenangabe).
Der fakultative Gebrauch des Bindestrichs zur Verdeutlichung des Aufbaus zusammengesetzter Wörter ist freigegeben: neben Blumentopferde und See-Enge (wie in traditioneller Schreibung) darf auch Blumentopf-Erde und Seeenge geschrieben werden. Gedacht ist diese Regelung aber in erster Linie, um die Lesbarkeit besonders langer Komposita zu erhöhen (Kunststofffensterrahmen → Kunststoff-Fensterrahmen). Aus semantischen Gründen sollten gängige (also die, die einen feststehenden Begriff bilden) und/oder kurze Komposita nicht mit einem Bindestrich geschrieben werden (z. B. Hausmeister, Tischfußball, Fahrradlampe, Boxkampf). Aus den gleichen Gründen ist auf die richtige Setzung des Bindestriches zu achten (z. B. Fußballweltmeisterschaft, Fußball-Weltmeisterschaft, aber nicht Fußballwelt-Meisterschaft).

### Zeichensetzung
Eine beträchtliche Schwierigkeit der Interpunktion nach traditioneller Rechtschreibung wird nicht nur im Inhalt der Regeln gesehen, sondern vor allem auch in deren unübersichtlicher, fein verästelter Gestaltung. Das neue Regelwerk enthält einen einfacher strukturierten Satz von Grundregeln, die inhaltlich insbesondere folgende Änderungen mit sich bringen:
Konjunktionen wie und und oder ersetzen das Komma auch zwischen Hauptsätzen, wie bei einer Aufzählung. Dieses Komma darf aber gesetzt werden und kann zum Beispiel einen unübersichtlichen Satz gliedern oder eine im ersten Moment missverständliche Lesart vermeiden:
- Wir warten noch auf euch, und die Kinder gehen voraus.

Die Kommasetzung ist bei Infinitiv- und Partizipgruppen nur noch in bestimmten Fällen Pflicht, zum Beispiel wenn sie von einem ankündigenden Wort abhängen:
- Ich kam nicht mehr dazu, alles zu verbessern.

Auch bei Infinitivgruppen mit als, anstatt, außer, ohne, statt oder um muss ein Komma gesetzt werden:
- Sie bot mir, ohne einen Augenblick zu zögern, ihre Hilfe an.

In manchen Sätzen ist zwar kein Komma vorgeschrieben, es vermeidet aber Missverständnisse:
- Ich rate, ihm zu helfen. Oder: Ich rate ihm, zu helfen.

Nach direkter Rede steht grundsätzlich neben dem Anführungszeichen ein Komma vor dem Begleitsatz, auch wenn die direkte Rede mit einem Frage- oder Ausrufezeichen schließt:
- „Ich komme gleich wieder“, sagte sie.
- „Wann kommst du?“, fragte sie mich.
- Sie rief: „Ich komme gleich wieder!“, und ging hinaus.

### Worttrennung am Zeilenende
Als erste Grundregel gilt auch in der reformierten Rechtschreibung, nach Sprechsilben zu trennen (§ 107 des Regelwerks). Als zweite Grundregel gilt unverändert, dass von aufeinanderfolgenden Konsonanten nur der letzte auf die nächste Zeile gesetzt wird (Beispiele: kleb-rig, elekt-risch; § 108; Regelwerk 2006: § 110), wobei „Buchstabenverbindungen wie ch, sch; ph, rh, sh oder th“ nicht getrennt werden, wenn sie „für einen Konsonanten“ stehen, da die Einzelbuchstaben sich nicht auf verschiedene Silben verteilen lassen (neues Regelwerk, ähnlich ebenso nach alter Regelung). Sie kommen ungetrennt auf die nächste Zeile.
Neu an der reformierten Regelung ist die Bestimmung, wann Einschränkungen bzw. Ausnahmen zu diesen Grundregeln zulässig sind. So zum Teil in den Fällen, wo die Zusammensetzung eines Wortes aus Wortbestandteilen nicht den Sprechsilben folgt. Außerdem die neue Einzelfestlegung, dass ck auch zu den „Buchstabenverbindungen wie ch, sch; ph, …“ gehört und daher nach der zweiten Grundregel nicht getrennt werden darf. Dagegen wird ng an der Silbengrenze wie früher als n-g getrennt, obwohl es ebenfalls eine Buchstabenverbindung ist, die für einen Konsonanten steht, nämlich den ng-Laut; diese Ausnahme wird allerdings in der reformierten Regelung nicht erwähnt, wohl aber in Wörterbüchern stets so gehandhabt.
Im Einzelnen gilt:
Frühere Trennregeln, die sich aus der ursprünglichen Zusammensetzung von Wörtern ergeben, aber den beiden Grundregeln zuwiderlaufen, gelten in der neuen Schreibung nur noch alternativ. (Bereits in der traditionellen Schreibung gab es einige Fälle, wo Trennungen nach Sprechsilben erlaubt waren, auch wenn sie der ursprünglichen Zusammensetzung von Wörtern entgegenstehen: al-lein, Tran-sit, Epi-sode, Te-trarch (heute: Tet-rarch) statt all-ein, Trans-it, Epis-ode, Tetr-arch u. Ä.)
Das betrifft:
- deutsche Wörter, die nach Ansicht der Kommission nicht mehr als zusammengesetzt empfunden werden und bei denen keine Sprechsilbengrenze mehr nach dem Konsonanten (also an der ursprünglichen Wortfuge) existiert (in Klammern die traditionelle, auch in reformierter Schreibung zulässige Trennung): vo-ran (vor-an), wa-rum (war-um), wo-rum (wor-um), hi-nauf (hin-auf), ei-nan-der (ein-an-der);
- zusammengesetzte Fremdwörter lateinischen oder griechischen Ursprungs, bei denen keine Sprechsilbengrenze mehr an der ursprünglichen Wortfuge existiert: Pä-da-go-gik (Päd-ago-gik), Chi-rurg (Chir-urg), Phi-lip-pi-nen (Phil-ip-pi-nen), Nos-tal-gie (Nost-al-gie), He-li-kop-ter (He-li-ko-pter), pa-ral-lel (par-al-lel), neu-ralgisch (neur-algisch), Mo-narch (Mon-arch).

Die zweite Grundregel darf jetzt auch generell bei Fremdwörtern vor allem lateinischen oder romanischen Ursprungs angewandt werden, bei denen bisher galt, dass bestimmte Buchstabengruppen (vor allem solche auf -l, -n, -r) nicht getrennt werden durften:
- wie bisher schon bei (ich) hob-le, üb-le, knusp-rig, seg-nen, trock-nen, Ak-ne, Misch-na, so auch jetzt bei nob-le (no-ble), Quad-rat (Qua-drat), möb-liert (mö-bliert), Mag-net (Ma-gnet), pyk-nisch (py-knisch), Hedsch-ra (He-dschra).

Die Grundregel, nach Sprechsilben zu trennen, ist nicht bei Silben anzuwenden, die nur aus einem Vokalbuchstaben bestehen: aber (nicht: a-ber), Adria oder Ad-ria (nicht: A-dria), Bio-müll (nicht: Bi-omüll), be-ob-ach-ten (nicht: beo-bach-ten). Neu ergeben sich aus der Grundregel Fälle wie z. B. Se-en-plat-te (Seen-plat-te), kni-en (knien).
Die zweite Grundregel, nach der von mehreren Konsonantenbuchstaben der letzte auf die nächste Zeile gesetzt wird, ist auf st sowie (wie oben gezeigt) unter Zulassung von Alternativschreibweisen auf manche zusammengesetzte und viele Fremdwörter ausgedehnt, beim ck aber durchbrochen:
Die Buchstabenfolge st kann getrennt werden, so wie nach traditionellen Regeln sp, pf und andere. Die traditionelle Regel, zwischen s und t nicht zu trennen (außer bei Zusammensetzungen wie Haus-tier), wird als überholt betrachtet, denn sie beruht auf einer Ligatur in den gebrochenen Schriften. Also: meis-tens, Kis-ten, schöns-te, sechs-te. Nicht getrennt wird „st“, wenn es sich in Wortzusammensetzungen am Teilwortanfang befindet: Maß-stab.
Die Buchstabenfolge ck wird nicht wie in traditioneller Schreibung in k-k aufgelöst oder nach der zweiten Grundregel c-k getrennt, sondern (ohne eine Begründung dafür zu nennen) in eine Reihe mit ch und sch gestellt und als eine nicht-trennbare Einheit behandelt. Also: Zu-cker, ni-cken, tro-cken, Cra-cker (aber weiterhin: Bec-que-rel, Broc-co-li, Mok-ka; Sac-cha-rin).
Auch die neue deutsche Rechtschreibung besitzt keine eindeutigen Regeln für den Umgang mit nicht gesprochenen Konsonantenbuchstaben zwischen Vokalen vor allem in Fremdwörtern und den Status von y zwischen Vokalen (meist sind nach Duden, 23. Aufl., beide Trennungen erlaubt): loy-al oder lo-yal (traditionell nur loy-al), Che-wing-gum oder Chew-ing-gum (aber nur Tel-to-wer, traditionell Tel-tower), Ca-yenne (aber Bay-er). Ebenso bleibt offen, welche Buchstabenfolgen (Digraphen) in Fremdwörtern als Einheit zu werten sind und damit nicht nach der zweiten Regel getrennt werden dürfen: z. B. Pi-ran-ha, aber Bud-dha.

### Wort-Alternativen
In Einzelfällen wurden im Zuge der Reform auch bis dahin wenig bis gar nicht gebräuchliche Wörter (wieder) in die Wörterverzeichnisse aufgenommen, die morphologisch anders aufgebaut sind als die herkömmlichen Formen:
- Zierrat (die Form Zierat wurde aus dem Wörterverzeichnis gestrichen)
- selbstständig (die Form selbständig ist weiterhin im Wörterverzeichnis enthalten)

Obwohl keine Frage der Rechtschreibung im engeren Sinne (auch andere Aussprache), wurden diese Wörter im reformierten Duden wie Neuschreibungen durch Rotdruck gekennzeichnet.